# جمگ
جمگ یا یَمی، یَمگ خواهر جمشید است. از او در متون پهلوی نام برده شده‌است. در اساطیر هند جمشید و جمگ با هم ازدواج می‌کنند. اما در تاریخ داستانی ایران و در شاهنامه، از او با عنوان دختران جمشید به نام‌های ارنواز و شهرناز یاد می‌شود.